# Манетки

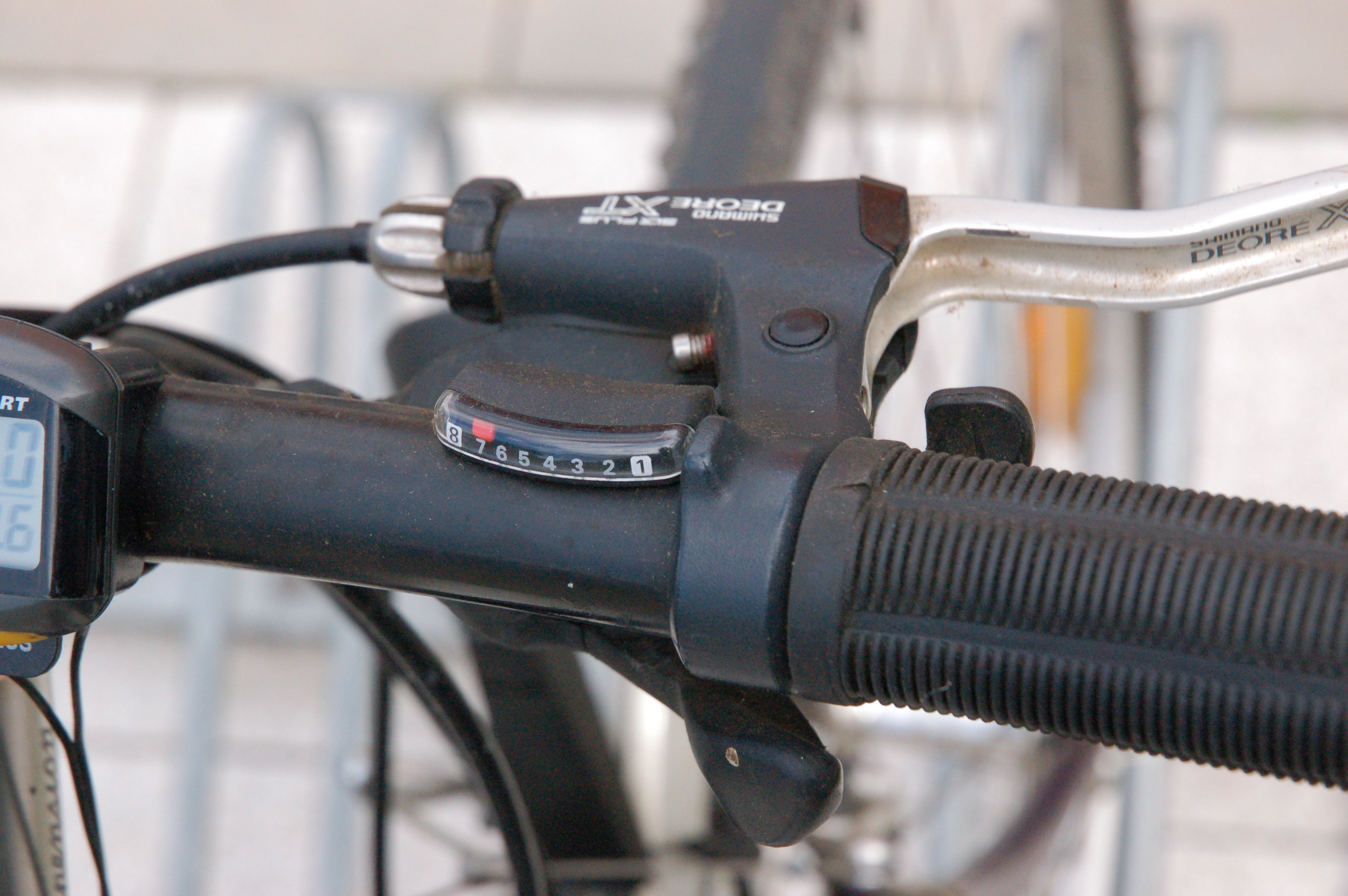

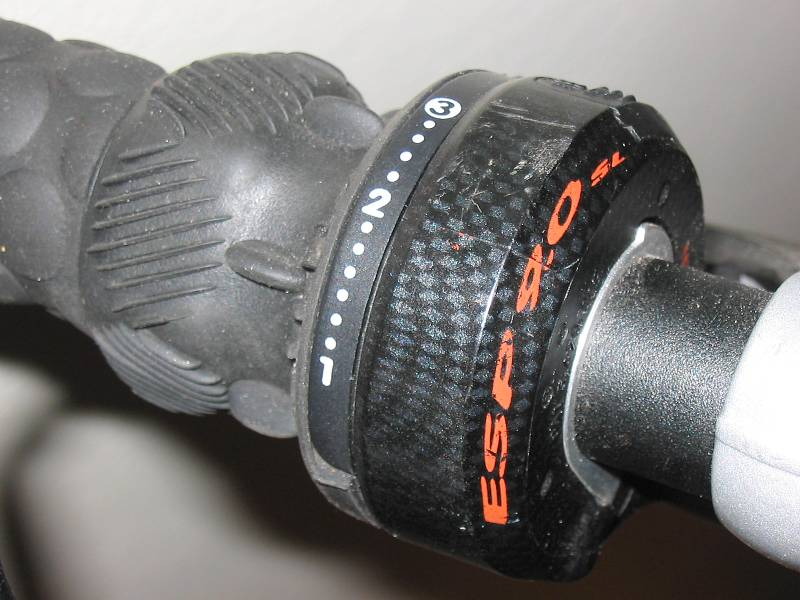

Мане́тки (від фр. manettes — «ручки», «важелі»), або ши́фтери (від англ. shifters — «перемикачі») — пристрої в сучасних велосипедах, що кріпляться до керма (у більш старих моделях велосипедів кріпилися на раму) і дозволяють перемикати передачі. Перемикання здійснюється, як правило, шляхом передачі зусилля з манеток через тросиковий привод на перемикачі, які змінюють положення ланцюга на зірках з метою зміни передавального відношення.
На велосипедах, обладнаних двома перемикачами передач (переднім і заднім), на кермо встановлюють дві манетки. Манетка, з'єднана з переднім перемикачем, встановлюється, як правило, під ліву руку, а з заднім — під праву.
Окрім механізму передачі положення на перемикачі, конструктивними елементами манеток є механізм фіксації положення та відображення стану.
Манетки поділяються залежно від кількості передач, перемикання між якими вони забезпечують.

## Раннє використовування
У середині 20-го століття в автомобілях середнього і вищого класу манеткою (шифтером) називали ручний регулятор акселератора, який використовувався одночасно з ніжним регулятором — «педаллю газу».